# Tiszakanyár
Tiszakanyár is een plaats (község) en gemeente in het Hongaarse comitaat Szabolcs-Szatmár-Bereg. Tiszakanyár telt 1697 inwoners (2001).